# Johan Einar Boström

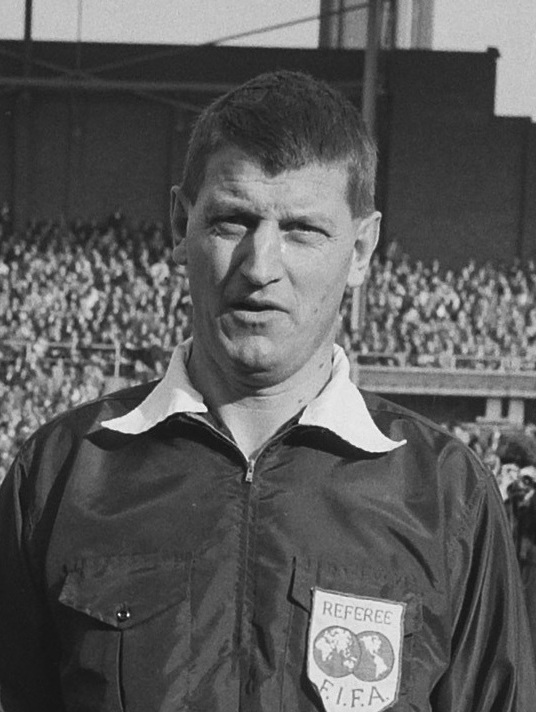
Johan Einar Boström (1965)

Johan Einar Boström (* 9. Oktober 1922 in Hille; † 21. September 1977 in Gävle) war ein schwedischer Bandy-, Eishockey- und Fußballschiedsrichter.

## Sportlicher Werdegang
Boström leitete Spiele in der Bandyallsvenskan, der Division I und der Fotbollsallsvenskan als jeweils höchster nationaler Spielklasse im Bandy, Eishockey respektive Fußball.
Boström rückte Anfang der 1960er Jahre auf die FIFA-Schiedsrichterliste und pfiff nach seinem Debüt am 27. Juni 1961 beim Aufeinandertreffen von Finnland und Norwegen im Rahmen der Nordischen Meisterschaft, das der Gastgeber im Olympiastadion Helsinki mit 4:1 für sich entschied, fortan Länderspiele. Nachdem er bei Qualifikationsspielen zur Welt- und Europameisterschaften eingesetzt worden war, gehörte er bei der EM-Endrunde 1972 zu den vier Schiedsrichtern und leitete das Spiel um den dritten Platz zwischen dem mit 2:1 siegreichen Gastgeber Belgien und Ungarn. Ende des Jahres beendete er altersbedingt seine aktive Schiedsrichterkarriere.
Bsotröm war zudem Schiedsrichter bei Bandy- und Eishockey-Weltmeisterschaften.